# Vámos Magda (író)
Vámos Magda (Budapest, 1907. január 24. – Budapest, 1997. március 1.) író, újságíró, műfordító.

## Élete
Budapesten született Vámos Jenő állatorvos és Löwenbein Jolán gyermekeként izraelita családban. Apai nagyszülei Wiener Herman és Klein Mária, anyai nagyszülei Löwenbein Izsák és Ungerleider Mária voltak. A Magyar Újságírók Szövetségének tagja, írásai a Literatura, a Nemzeti Ujság és a Magyar Nemzet folyóiratokban jelentek meg.
1932. április 2-án házasságot kötött Aurich Szigfrid János kereskedővel.
Az 1950-es években, néhány éven át a Kistarcsai Központi Internálótáborban tartották fogva, amiről az írónő Almási Tamás 1991-ben forgatott „Ítéletlenül” című dokumentumfilmjében beszél.

## Művei
Elsősorban életrajzi témájú könyvek (társ-)szerzője, illetve ifjúsági és kalandregények fordítója.

### Könyvek
- Vámos Magda: Napóleon halála, d., 1940
- Sós Endre, Vámos Magda: Thomas és Heinrich Mann. A két író-testvér szenvedése, küzdelme és nagysága, tanulmány, 1960
- Vámos Magda: Tűzistennő Hawaiiban, regényes útleírás, 1961
- Vámos Magda: A cápaisten. Hawaii mesék és mondák, sajtó alá r., 1963
- Sós Endre, Vámos Magda: Lincoln, életrajzi regény, 1964
- Vámos Magda: Resid effendi. Vámbéry Ármin élete, regényes életrajz, 1966
- Sós Endre, Vámos Magda: Franklin vagyok Philadelphiából. Benjámin Franklin élete, regény, 1970
- Ignácz Rózsa, Vámos Magda: Tűzistennő Hawaiiban egykor és most, 1974
- Vámos Magda: Így élt Darwin, 1974 (Pozsony, 1982); („Így élt…” könyvsorozat)
- Száva István, Vámos Magda: Így élt II. Rákóczi Ferenc, életrajz, 1976

### Fordítások
- R. Le Serrec: Öt év vitorláson, útikalandok, 1970
- C. Lewandowska: Tollas gömböcskék. Egy év a cinkéknél, ifjúsági regény, 1972
- V. Sheean: Verdi, életrajz, 1974
- J. Schwartz: Mindennapi varázslatok, ismeretterjesztő képeskönyv, 1975
- K. Geiringer: Johann Sebastian Bach, 1976